# Andrea Villarreal
Pour les articles homonymes, voir Villarreal.
Andrea Villarreal, née le 20 janvier 1881 en Nuevo León et morte le 19 janvier 1963 à San Antonio aux États-Unis), est une révolutionnaire, journaliste et féministe mexicaine, souvent désignée dans la presse sous le surnom de Jeanne d'Arc mexicaine [réf. nécessaire].
Elle rejoint le Parti libéral mexicain (Partido Libéral Mexicano) (PLM), organisation politique anarchiste fondée notamment par Ricardo Flores Magón en 1906 et qui s'oppose au gouvernement du président Porfirio Díaz (1876-1911).
En 1910, fuyant les persécutions du gouvernement de Diaz, elle et sa sœur Teresa sont contraintes  de s'exiler et de se réfugier aux États-Unis, dans l'état du  Texas. Elle s'établit à  San Antonio où elle édite deux journaux : un magazine féministe La Mujer Moderna (La femme moderne, 1910) et un journal  révolutionnaire El Obrero (L'ouvrier).
Elle meurt à San Antonio le 19 janvier 1963.

## Sources
- W. Dirk Raat, Revoltosos: Mexico's Rebels in the United States, 1903-1923 (College Station: Texas A&M University Press, 1981).  Handbook of Texas Online, s.v. LA MUJER MODERNA | The Handbook of Texas Online| Texas State Historical Association (TSHA) .
- Perez,  Emma  The Decolonial Imaginary: Writing Chicanas Into History,  1999, Indiana University Press  (ISBN 0253335043) pages 68 – 69. Sur Google books The decolonial imaginary: writing ... - Google Books
- Andrea Villarreal, Dinner Party Database, Brooklyn Museum.

## Référence
- (en) Cet article est partiellement ou en totalité issu de l’article de Wikipédia en anglais intitulé « Andrea Villarreal » (voir la liste des auteurs).